# 다카라즈카 가극단 82기생
다카라즈카 가극단 82기생은 1994년 4월에 다카라즈카 음악학교에 입학, 1996년 3월에 다카라즈카 가극단에 입단한 38명을 가리킨다.

## 개요
1994년, 음악학교 입학 경쟁률은 역대 최고인 48.25 : 1 이었다. 다카라즈카 가극단이 4개조 시대로써 입단한 최후의 기수이다.
초무대 연목은 쿠제 세이카ㆍ카자하나 마이 톱 오히로메 츠키구미 공연 「CAN-CAN／맨해튼 불야성 -임금님의 휴일-」이다.
입단 1년차, 하야미 리키, 츠키후네 사라라, 하나미야 아이리, 츠키오카 나나오에 의한 「t.a.p.」이라는 유닛이 결성되어 CD데뷔와 TV출연등에 출연하였다.
| 신인공연        | 바우홀          | 동상공연        | 부조장        |
| --------------- | --------------- | --------------- | ------------- |
| 란쥬 토무       | 란쥬 토무       | 란쥬 토무       | 미카제 마이라 |
| 료우가 하루히   | 료우가 하루히   | 츠키후네 사라라 |               |
| 츠키후네 사라라 | 츠키후네 사라라 | 소 카즈호       |               |
| 소 카즈호       | 소 카즈호       | 스즈미 시오     |               |
| 스즈미 시오     | 스즈미 시오     | 사와키 쿠루미   |               |
| 사와키 쿠루미   | 하나미야 아이리 | 사이죠 미에     |               |
| 사이죠 미에     | 사와키 쿠루미   | 콘노 마히루     |               |
| 콘노 마히루     | 사이죠 미에     | 카노우 치카     |               |
| 카노우 치카     | 콘노 마히루     |                 |               |
|                 | 카노우 치카     |                 |               |

## 주요 학생

### OG
- 란쥬 토무 : 전 하나구미 톱스타
- 소 카즈호 : 전 유키구미 톱스타
- 콘노 마히루 : 전 유키구미 톱여역
- 츠키후네 사라라 : 전 츠키구미 남역
- 료우가 하루히 : 전 츠키구미 남역
- 스즈미 시오 : 전 호시구미 남역
- 사와키 쿠루미 : 전 하나구미 여역
- 사이죠 미에 : 전 츠키구미 여역
- 카노우 치카 : 전 호시구미 여역

### 현역
- 미카제 마이라 : 소라구미 여역 (부조장)

## 일람
| 예명            | 생일      | 출신지                         | 출신 학교                          | 예명의 유래                                              | 애칭                  | 역할 | 퇴단년도 | 비고                             |
| --------------- | --------- | ------------------------------ | ---------------------------------- | -------------------------------------------------------- | --------------------- | ---- | -------- | -------------------------------- |
| 蘭寿とむ        | 8월 12일  | 효고현 니시노미야시            | 무코가와가쿠인고등학교             |                                                          | 토무, 마유            | 남역 | 2014년   |                                  |
| 란쥬 토무       | 8월 12일  | 효고현 니시노미야시            | 무코가와가쿠인고등학교             |                                                          | 토무, 마유            | 남역 | 2014년   |                                  |
| 涼紫央          | 3월 9일   | 오사카부 오사카시              | 시텐노오지가쿠엔고등학교           | 동경하는 시온 유우(64기)에서 「紫」의 글자를 받음        | 토요코, 스즈밍        | 남역 | 2012년   |                                  |
| 스즈미 시오     | 3월 9일   | 오사카부 오사카시              | 시텐노오지가쿠엔고등학교           | 동경하는 시온 유우(64기)에서 「紫」의 글자를 받음        | 토요코, 스즈밍        | 남역 | 2012년   |                                  |
| 紺野まひる      | 4월 12일  | 오사카부 토요나카시            | 히바리가오카가쿠엔고등학교         |                                                          | 마히루                | 여역 | 2002년   |                                  |
| 콘노 마히루     | 4월 12일  | 오사카부 토요나카시            | 히바리가오카가쿠엔고등학교         |                                                          | 마히루                | 여역 | 2002년   |                                  |
| 西條三恵        | 8월 6일   | 효고현 고베시                  | 아이토쿠가쿠엔고등학교             | 할아버지                                                 | 미에                  | 여역 | 2001년   |                                  |
| 사이죠 미에     | 8월 6일   | 효고현 고베시                  | 아이토쿠가쿠엔고등학교             | 할아버지                                                 | 미에                  | 여역 | 2001년   |                                  |
| 蒼海拓          | 8월 28일  | 나가노현 나가노시              | 나가노현 나가노요시다고등학교      | 푸른 바다를 개척하여 나아가도록                          | 타쿠                  | 남역 | 2002년   |                                  |
| 아오미 타쿠     | 8월 28일  | 나가노현 나가노시              | 나가노현 나가노요시다고등학교      | 푸른 바다를 개척하여 나아가도록                          | 타쿠                  | 남역 | 2002년   |                                  |
| 七海さら        | 11월 16일 | 도쿄도 오오타구                | 도쿄도립 스기나미고등학교          |                                                          | 리에코, 나나미        | 여역 | 1998년   |                                  |
| 나나미 사라     | 11월 16일 | 도쿄도 오오타구                | 도쿄도립 스기나미고등학교          |                                                          | 리에코, 나나미        | 여역 | 1998년   |                                  |
| 楠恵華          | 11월 1일  | 도쿄도 스기나미구              | 도쿄도립 후지고등학교              |                                                          | 노조미, 마유게        | 남역 | 2006년   |                                  |
| 쿠스노키 케이카 | 11월 1일  | 도쿄도 스기나미구              | 도쿄도립 후지고등학교              |                                                          | 노조미, 마유게        | 남역 | 2006년   |                                  |
| 毬乃ゆい        | 8월 1일   | 효고현 니시노미야시            | 고베쇼인죠시가쿠인                 |                                                          | 마키                  | 여역 | 2015년   |                                  |
| 마리노 유이     | 8월 1일   | 효고현 니시노미야시            | 고베쇼인죠시가쿠인                 |                                                          | 마키                  | 여역 | 2015년   |                                  |
| 橘梨矢          | 5월 8일   | 효고현 니시노미야시            | 아시야대학부속 고등학교            | 엄마의 예명                                              | 요리                  | 남역 | 2006년   |                                  |
| 타치바나 리야   | 5월 8일   | 효고현 니시노미야시            | 아시야대학부속 고등학교            | 엄마의 예명                                              | 요리                  | 남역 | 2006년   |                                  |
| 斐貴きら        | 12월 12일 | 에히메현 야와타하마시          | 사이비고등학교                     |                                                          | 키라                  | 여역 | 1997년   |                                  |
| 히다카 키라     | 12월 12일 | 에히메현 야와타하마시          | 사이비고등학교                     |                                                          | 키라                  | 여역 | 1997년   |                                  |
| 遼河はるひ      | 2월 2일   | 아이치현 나고야시              | 스기야마죠가쿠엔고등학교           |                                                          | 아히, 아히루          | 남역 | 2009년   |                                  |
| 료우가 하루히   | 2월 2일   | 아이치현 나고야시              | 스기야마죠가쿠엔고등학교           |                                                          | 아히, 아히루          | 남역 | 2009년   |                                  |
| 壮一帆          | 8월 7일   | 효고현 카와니시시              | 히바리가오카가쿠엔고등학교         |                                                          | 소, 에리탄            | 남역 | 2014년   |                                  |
| 소 카즈호       | 8월 7일   | 효고현 카와니시시              | 히바리가오카가쿠엔고등학교         |                                                          | 소, 에리탄            | 남역 | 2014년   |                                  |
| 涼乃かつき      | 7월 29일  | 카고시마현 카고시마시          | 카고시마시립 타마류고등학교        |                                                          | 카츠키                | 여역 | 2009년   |                                  |
| 스즈노 카츠키   | 7월 29일  | 카고시마현 카고시마시          | 카고시마시립 타마류고등학교        |                                                          | 카츠키                | 여역 | 2009년   |                                  |
| 美風舞良        | 10월 11일 | 오사카부 셋츠시                | 오사카부립 스이타히가시고등학교    |                                                          | 아오이, 마이라, 킨타  | 여역 |          |                                  |
| 미카제 마이라   | 10월 11일 | 오사카부 셋츠시                | 오사카부립 스이타히가시고등학교    |                                                          | 아오이, 마이라, 킨타  | 여역 |          |                                  |
| 姫こだま        | 4월 3일   | 아오모리현 토와다시            | 아오모리 아케노보시고등학교 음악과 | 히메링고                                                 | 치아키, 챠키          | 여역 | 1998년   |                                  |
| 히메 코다마     | 4월 3일   | 아오모리현 토와다시            | 아오모리 아케노보시고등학교 음악과 | 히메링고                                                 | 치아키, 챠키          | 여역 | 1998년   |                                  |
| 芽夢ちさと      | 11월 23일 | 나라현 나라시                  | 나라현립 타카마도고등학교          |                                                          | 메무                  | 여역 | 2004년   |                                  |
| 메무 치사토     | 11월 23일 | 나라현 나라시                  | 나라현립 타카마도고등학교          |                                                          | 메무                  | 여역 | 2004년   |                                  |
| 水純花音        | 11월 19일 | 오사카부 스이타시              | 시텐노지가쿠엔                     | 음악용어                                                 | 킨짱                  | 남역 | 2006년   |                                  |
| 미스미 카논     | 11월 19일 | 오사카부 스이타시              | 시텐노지가쿠엔                     | 음악용어                                                 | 킨짱                  | 남역 | 2006년   |                                  |
| 沢樹くるみ      | 2월 11일  | 카나가와현 카와사키시 아사오구 | 코오세가쿠엔                       |                                                          | 쿠루미                | 여역 | 2002년   |                                  |
| 사와키 쿠루미   | 2월 11일  | 카나가와현 카와사키시 아사오구 | 코오세가쿠엔                       |                                                          | 쿠루미                | 여역 | 2002년   |                                  |
| 千早真永        | 2월 26일  | 도쿄도 신주쿠구                | 도쿄분카고등학교                   |                                                          | 아야코, 마에          | 남역 | 1998년   |                                  |
| 치하야 마에     | 2월 26일  | 도쿄도 신주쿠구                | 도쿄분카고등학교                   |                                                          | 아야코, 마에          | 남역 | 1998년   |                                  |
| 舞坂ゆき子      | 11월 10일 | 도쿄도 메구로구                | 토요에이와죠가쿠인 고등부          | 부모님의 예명 본명                                       | 마이피-               | 여역 | 2002년   |                                  |
| 마이사카 유키코 | 11월 10일 | 도쿄도 메구로구                | 토요에이와죠가쿠인 고등부          | 부모님의 예명 본명                                       | 마이피-               | 여역 | 2002년   |                                  |
| 彩風蘭          | 5월 13일  | 효고현 이타미시                | 아시야대학부속 고등학교            | 좋아하는 꽃의 이름과 무대를 장식하는 무대인이 되고싶어서 | 샤아파, 유우코        | 여역 | 2004년   |                                  |
| 아야카제 란     | 5월 13일  | 효고현 이타미시                | 아시야대학부속 고등학교            | 좋아하는 꽃의 이름과 무대를 장식하는 무대인이 되고싶어서 | 샤아파, 유우코        | 여역 | 2004년   |                                  |
| 良基天音        | 6월 8일   | 효고현 미하라군                | 효고현립 미하라고등학교            |                                                          | 카에코                | 남역 | 2009년   |                                  |
| 타카키 아마네   | 6월 8일   | 효고현 미하라군                | 효고현립 미하라고등학교            |                                                          | 카에코                | 남역 | 2009년   |                                  |
| 研ルイス        | 1월 8일   | 후쿠오카현 후쿠오카시 니시구   | 분카여자대학부속 스기나미고등학교  |                                                          | 루이스, 루이슨        | 남역 | 2011년   | 하우스텐보스가극단 톱스타 유우가 |
| 켄 루이스       | 1월 8일   | 후쿠오카현 후쿠오카시 니시구   | 분카여자대학부속 스기나미고등학교  |                                                          | 루이스, 루이슨        | 남역 | 2011년   | 하우스텐보스가극단 톱스타 유우가 |
| 嶺恵斗          | 9월 13일  | 교토부 교토시 사쿄구           | 카쵸여자고등학교                   |                                                          | 케이토, 오캇치, 타구P | 남역 | 2005년   |                                  |
| 미네 케이토     |           |                                |                                    |                                                          |                       |      |          |                                  |
| 華宮あいり      | 12월 28일 | 오키나와현 나하시              | 오키나와현립 나하상업고등학교      |                                                          | 아이리                | 남역 | 2003년   |                                  |
| 하나미야 아이리 |           |                                |                                    |                                                          |                       |      |          |                                  |
| 叶千佳          | 3월 29일  | 오카야마현 쿠라시키시          | 오카야마현립 쿠라시키츄오고등학교  | 많은 꿈이 이루어지기를                                   | 치카 미키             | 여역 | 2004년   |                                  |
| 카노우 치카     |           |                                |                                    |                                                          |                       |      |          |                                  |
| 速水リキ        | 7월 19일  | 카나가와현 요코하마시          | 츠루미여자고등학교                 |                                                          | 리키                  | 남역 | 2004년   |                                  |
| 하야미 리키     | 7월 19일  | 카나가와현 요코하마시          | 츠루미여자고등학교                 |                                                          | 리키                  | 남역 | 2004년   |                                  |
| 水城レナ        | 6월 23일  | 사이타마현 카와구치시          | 우라와루터학원                     |                                                          | 레나                  | 남역 | 2001년   |                                  |
| 미즈시로 레나   | 6월 23일  | 사이타마현 카와구치시          | 우라와루터학원                     |                                                          | 레나                  | 남역 | 2001년   |                                  |
| 月船さらら      | 5월 8일   | 시가현 오오츠시                | 헤이안죠가쿠인고등학교             | 고향 비와호 오오츠쿄에 연관된 만요슈                     | 사라란, 사라라        | 남역 | 2005년   |                                  |
| 츠키후네 사라라 | 5월 8일   | 시가현 오오츠시                | 헤이안죠가쿠인고등학교             | 고향 비와호 오오츠쿄에 연관된 만요슈                     | 사라란, 사라라        | 남역 | 2005년   |                                  |
| 冴輝星也        | 9월 23일  | 오사카부 오사카시              | 테즈카야마가쿠엔                   |                                                          | 쿠미                  | 남역 | 2000년   |                                  |
| 사에키 세이야   | 9월 23일  | 오사카부 오사카시              | 테즈카야마가쿠엔                   |                                                          | 쿠미                  | 남역 | 2000년   |                                  |
| 星風エレナ      | 10월 27일 | 치바현 이치카와시              | 타마가와성학원                     | 구약성서의 단어                                          | 레이                  | 여역 | 2009년   |                                  |
| 호시카제 에레나 | 10월 27일 | 치바현 이치카와시              | 타마가와성학원                     | 구약성서의 단어                                          | 레이                  | 여역 | 2009년   |                                  |
| 麻夏せれな      | 3월 2일   | 도쿄도 오오타구                | 토요에이와죠가쿠인 고등부          | 존경하는 상급생                                          | 아리                  | 여역 | 2001년   |                                  |
| 아사카 세레나   | 3월 2일   | 도쿄도 오오타구                | 토요에이와죠가쿠인 고등부          | 존경하는 상급생                                          | 아리                  | 여역 | 2001년   |                                  |
| 月丘七央        | 4월 10일  | 오사카부 모리구치시            | 오사카부립 모리구치히가시고등학교  |                                                          | 사쿠P                 | 남역 | 2006년   |                                  |
| 츠키오카 나나오 | 4월 10일  | 오사카부 모리구치시            | 오사카부립 모리구치히가시고등학교  |                                                          | 사쿠P                 | 남역 | 2006년   |                                  |
| 鮎奈さえ        | 10월 11일 | 도쿄도 오오타구                | 덴엔쵸후후타바고등학교             |                                                          | 아유, 리스상          | 여역 | 2000년   |                                  |
| 아유나 사에     | 10월 11일 | 도쿄도 오오타구                | 덴엔쵸후후타바고등학교             |                                                          | 아유, 리스상          | 여역 | 2000년   |                                  |
| 未宙星沙        | 10월 6일  | 사이타마현 하토가야시          | 사이타마현립 하토가야고등학교      |                                                          | 미나코, 미츄          | 남역 | 2004년   |                                  |
| 미히로 세이사   | 10월 6일  | 사이타마현 하토가야시          | 사이타마현립 하토가야고등학교      |                                                          | 미나코, 미츄          | 남역 | 2004년   |                                  |
| 白樺湖夕        | 3월 11일  | 나가노현                       | 나가노현이와무라다고등학교         |                                                          | 코유, 나미헤이        | 여역 | 2001년   |                                  |
| 시로카 코유     | 3월 11일  | 나가노현                       | 나가노현이와무라다고등학교         |                                                          | 코유, 나미헤이        | 여역 | 2001년   |                                  |
| 青空弥ひろ      | 6월 19일  | 오사카부 오사카시              | 오사카부립 아베노고등학교          |                                                          | 삿짱, 야히로          | 남역 | 2006년   |                                  |
| 아오조라 야히로 | 6월 19일  | 오사카부 오사카시              | 오사카부립 아베노고등학교          |                                                          | 삿짱, 야히로          | 남역 | 2006년   |                                  |
| 輝乃琴星        | 6월 15일  | 카나가와현 후지사와시          | 카나가와현립 후지사와니시고등학교  |                                                          | 나오미, 키노          | 남역 | 2001년   | 후에 여역 전환                   |
| 키노 코토세     | 6월 15일  | 카나가와현 후지사와시          | 카나가와현립 후지사와니시고등학교  |                                                          | 나오미, 키노          | 남역 | 2001년   | 후에 여역 전환                   |